# Giochi della XXIX Olimpiade
I Giochi della XXIX Olimpiade (in cinese: 第二十九届夏季奥林匹克运动会S, Dì èrshíjiǔ jiè xiàjì àolínpǐkè yùndònghuìP), noti anche come Pechino 2008, si sono svolti a Pechino, in Cina, dall'8 al 24 agosto 2008.
I Giochi della XXIX Olimpiade sono stati assegnati a Pechino il 13 luglio 2001, preferita alle città di Toronto, Parigi, Istanbul e Osaka. Quella di Pechino è stata la terza edizione delle Olimpiadi estive svoltasi in Asia, dopo Tokyo 1964 e Seoul 1988.
Alcune gare di vela, di nuoto e del torneo di calcio sono state disputate in altre città cinesi, mentre tutte le gare equestri si sono svolte a Hong Kong. Per la terza volta nella storia dopo l'edizione del 1956 e del 1920, i Giochi olimpici sono stati ospitati da due Comitati olimpici differenti.

## Assegnazione
Pechino è stata eletta come città per i Giochi olimpici del 2008 il 13 luglio 2001, durante la 112ª seduta del CIO a Mosca, battendo Toronto, Parigi, Istanbul e Osaka. Prima della sessione, altre cinque città (Bangkok, Il Cairo, L'Avana, Kuala Lumpur e Siviglia) hanno presentato le offerte, ma non sono riuscite ad entrare neanche nella lista breve fatta nel 2000.
Dopo il primo turno di votazione, Pechino ha ottenuto una significativa posizione di vantaggio rispetto agli altri quattro candidati. Osaka ricevette solo 6 voti e così fu eliminata. Nel secondo turno di votazione, Pechino è stata sostenuta dalla maggioranza assoluta, eliminando così la necessità di fare cicli successivi. Dopo aver vinto l'offerta, Li Lanqing, il vice-premier della Cina, dichiarò:
Precedentemente, Pechino aveva perso l'offerta per i Giochi della XXVII Olimpiade, che hanno avuto come città vincitrice Sydney.
| Risultati delle candidature ai Giochi della XXIX Olimpiade | Risultati delle candidature ai Giochi della XXIX Olimpiade | Risultati delle candidature ai Giochi della XXIX Olimpiade | Risultati delle candidature ai Giochi della XXIX Olimpiade |
| Città                                                      | Nazione                                                    | 1º turno                                                   | 2º turno                                                   |
| ---------------------------------------------------------- | ---------------------------------------------------------- | ---------------------------------------------------------- | ---------------------------------------------------------- |
| Pechino                                                    | Cina                                                       | 44                                                         | 56                                                         |
| Toronto                                                    | Canada                                                     | 21                                                         | 22                                                         |
| Parigi                                                     | Francia                                                    | 15                                                         | 18                                                         |
| Istanbul                                                   | Turchia                                                    | 17                                                         | 9                                                          |
| Osaka                                                      | Giappone                                                   | 6                                                          | —                                                          |

## Sviluppo e preparazione

### Organizzazione
Per i Giochi il comitato organizzatore ha stimato la necessità di circa 11 000 volontari. Il processo di selezione è terminato nel maggio 2008 ed è stato seguito dalle diverse attività di formazione.
Sono state preparate imponenti misure di sicurezza per prevenire qualsiasi tipo di problema. Sono stati ingaggiati 80 cani poliziotto per controllare il sistema metropolitano e annusare la presenza di prodotti infiammabili.

Un centro speciale provvederà a monitorare la sicurezza dei prodotti alimentari, che controlla il rispetto di standard tecnici.
Uno dei problemi che attanagliano la città di Pechino è l'inquinamento: il livello delle sostanze inquinanti è tale da mettere a rischio la disputa di gare su lunga distanza. Per mitigare gli effetti nocivi la città ha varato diverse norme, fra cui leggi più restrittive sulle auto in vendita: ad esempio le auto diesel acquistate a Pechino dovranno soddisfare i requisiti China IV, equivalenti alle Euro4 europee.
A quasi tutti i poliziotti, di ogni grado e anzianità, sono state impartite lezioni di lingue estere e di educazione. Un quaderno con frasi in sette lingue (inglese, francese, russo, tedesco, giapponese, coreano e arabo) è stato distribuito a tutti i poliziotti e ai volontari.
È stata organizzata una diffusa campagna mediatica nella regione di Pechino che invita la popolazione residente a dimostrarsi ospitale e collaborativa nei confronti degli stranieri in visita, fornendo informazioni e aiutando i visitatori in difficoltà. La municipalità di Pechino ha inoltre emanato una serie di norme relative al decoro urbano: in città, ad esempio è stato emesso il divieto di sputare per terra.
La polizia ha lanciato una campagna per sradicare le attività illegali in piazza Tienanmen e lungo la Chang'an Avenue durante i Giochi. Mendicanti, venditori ambulanti abusivi e tassisti abusivi saranno identificati, arrestati oppure avranno le loro attrezzature confiscate una volta che siano stati individuati dalla polizia.
Questi avrebbero dovuto essere i primi Giochi Olimpici estivi in cui la penisola di Corea avrebbe gareggiato con un'unica squadra, ma pochi giorni prima dell'inizio delle gare vi è stata la smentita.

### Sedi di gara

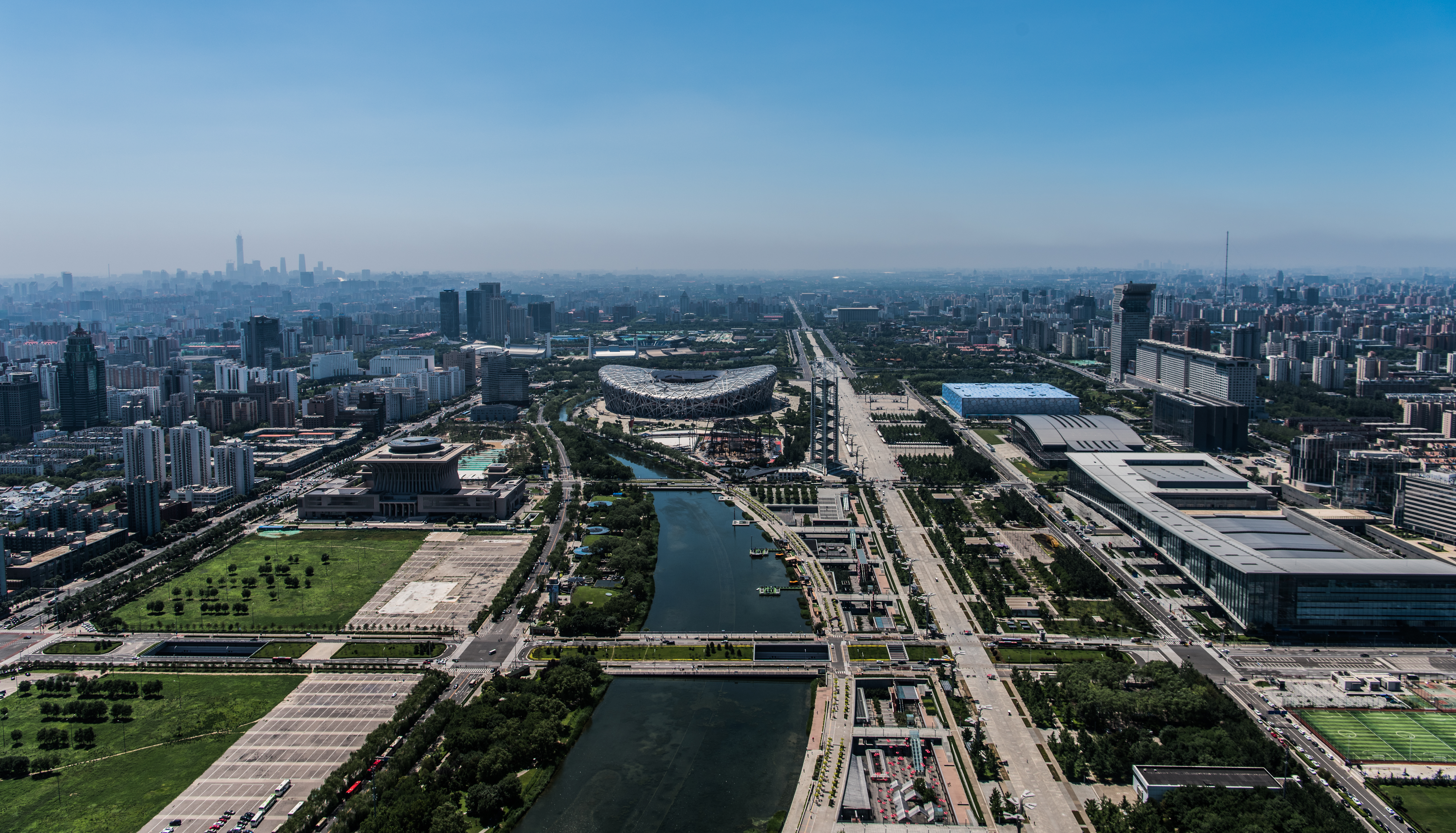
Olympic Green, dall'alto

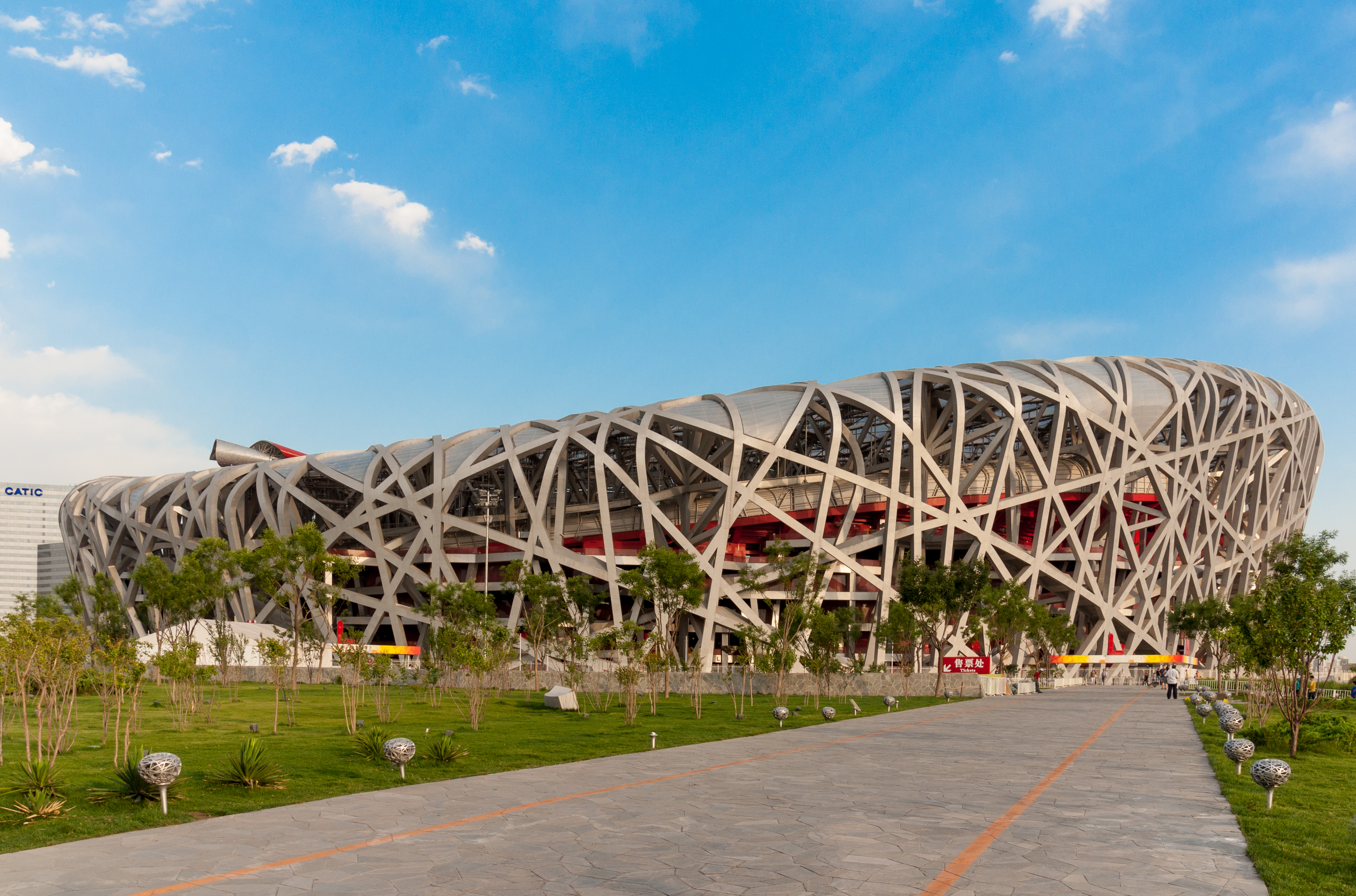
Stadio nazionale di Pechino, or "Bird's Nest"

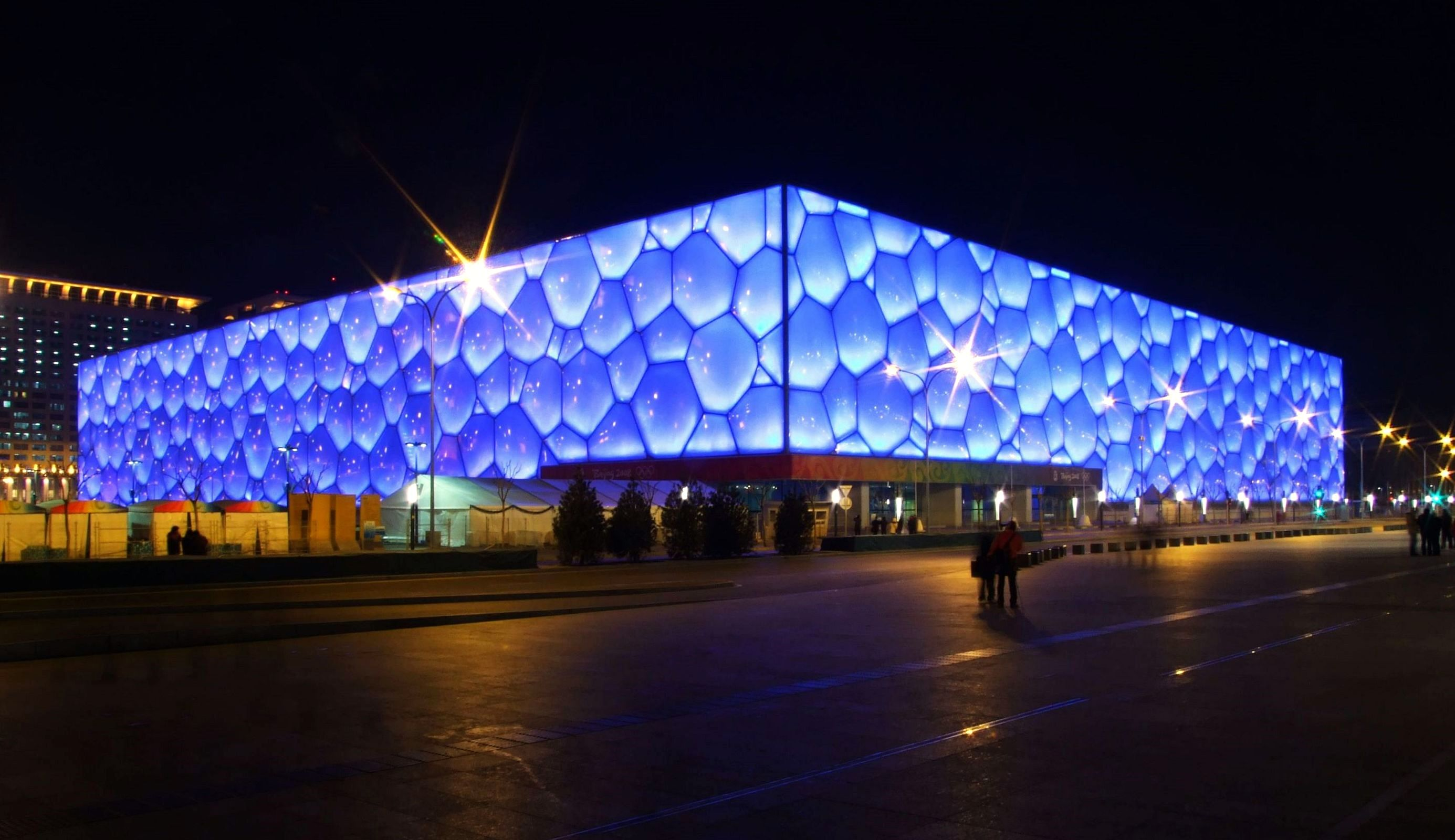
National Aquatics Center or "Water Cuber"

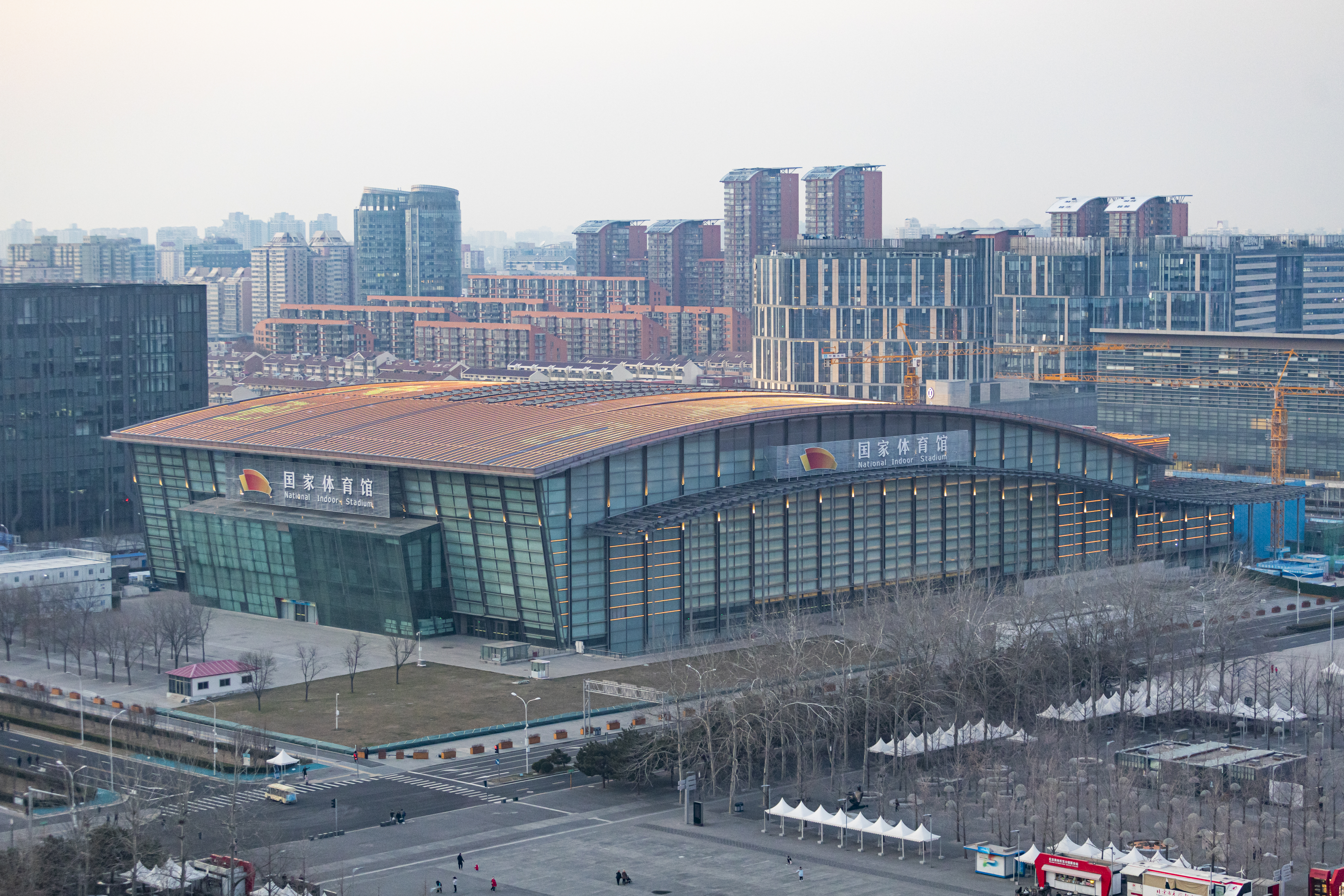
National Indoor Stadium

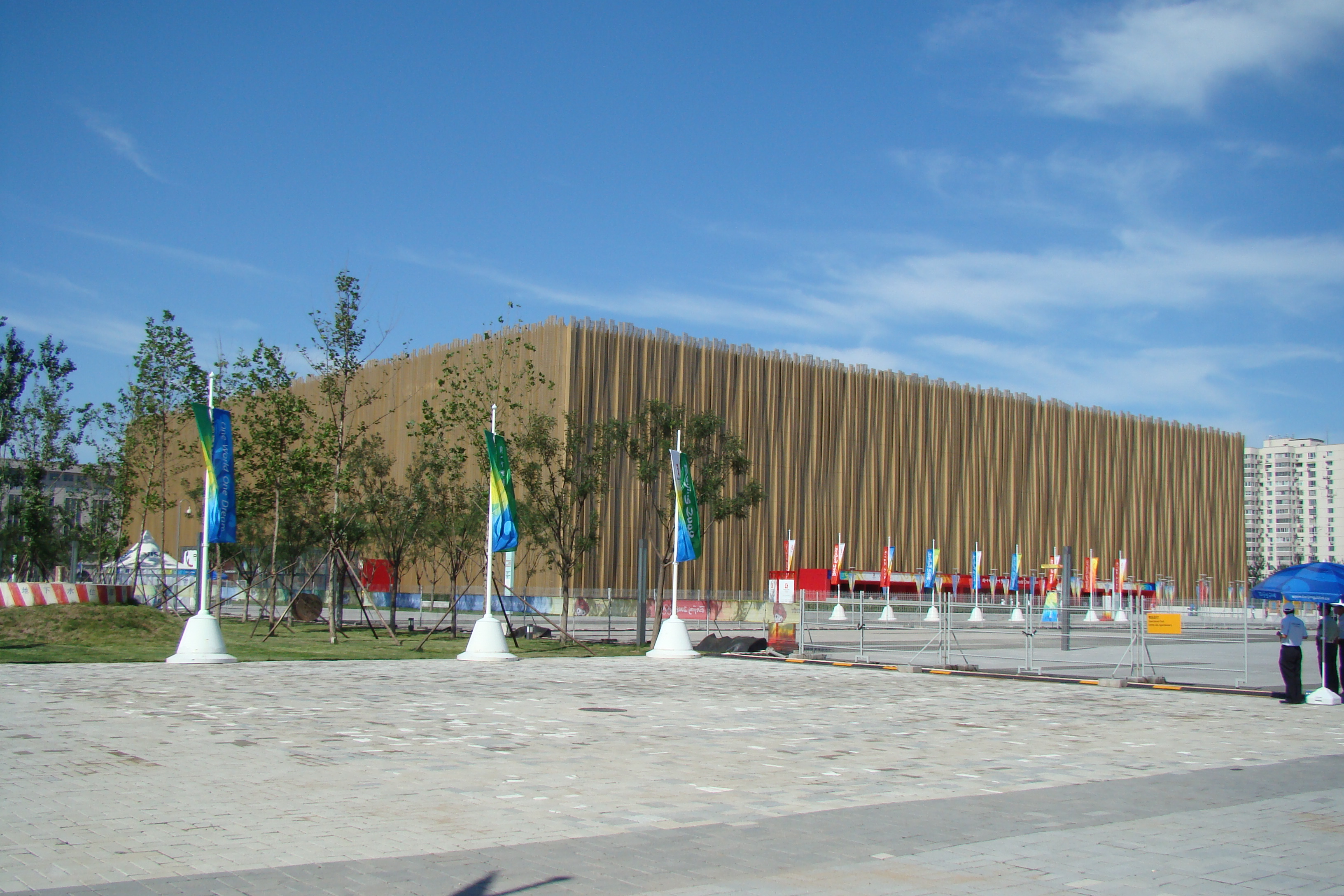
Wukesong Indoor Stadium

Dal maggio 2007, le costruzioni di tutte le 31 sedi dei Giochi Olimpici di Pechino erano cominciate. Inoltre il governo cinese ha provveduto a rinnovare e costruire sei sedi al di fuori di Pechino così come 59 centri di addestramento. I più grandi pezzi architettonici sono lo Stadio nazionale di Pechino, lo Stadio coperto nazionale di Pechino, il centro di Convenzione Olympic Green, l'Olympic Green e il Wukesong Baseball Field. Almeno l'85% del bilancio di costruzione delle sei sedi, sono procurati da 2.1 Miliardi di Dollari degli Stati Uniti (RMB¥17.4 miliardi). Gli investimenti sono attesi dalle società in cerca di diritti di proprietà dopo le Olimpiadi 2008. Qualche sede è di proprietà e governate dallo Stato di Amministrazione generale dello Sport, che verrà utilizzato come sede per ogni manifestazione sportiva futura. I Giochi Olimpici di Pechino sono ufficialmente le Olimpiadi più costose nella storia, con ben 40,9 miliardi di dollari spesi tra il 2001 e il 2007 su infrastrutture, energia, trasporti e progetti di approvvigionamento di acqua.
Alcuni eventi, però, non si svolgono a Pechino, come ad esempio il calcio, che si svolge a Qinhuangdao, Shanghai, Shenyang e Tianjin; vela a Qingdao e equitazione a Hong Kong.

#### Nuovi impianti
- Stadio nazionale di Pechino - Calcio, Atletica, Cerimonie di apertura e di chiusura e arrivo maratona e marcia 20 e 50 km
- Centro Acquatico Nazionale - Nuoto, Tuffi, Nuoto sincronizzato
- National Indoor Stadium - Ginnastica artistica, Trampolino, Pallamano
- Beijing Shooting Range Hall - Tiro
- Wukesong Indoor Stadium - Pallacanestro
- Laoshan Velodrome - Ciclismo
- Shunyi Olympic Rowing-Canoeing Park - Canoa/kayak, Canottaggio
- China Agricultural University Gymnasium - Lotta
- Peking University Gymnasium - Tennis tavolo
- University of Science and Technology Beijing Gymnasium - Judo, Taekwondo
- Beijing University of Technology Gymnasium - Badminton, Ginnastica ritmica
- Olympic Green Tennis Centre - Tennis

#### Impianti esistenti
- Olympic Sports Center Stadium
- Olympic Sports Center Gymnasium
- Stadio dei lavoratori
- Workers' Indoor Arena
- Capital Indoor Stadium
- Fengtai Softball Field
- Ying Tung Natatorium
- Laoshan Mountain Bike Course
- Beijing Shooting Range CTF
- Beijing Institute of Technology Gymnasium
- Beijing University of Aeronautics & Astronautics Gymnasium

#### Impianti temporanei
- Fencing Hall
- Olympic Green Hockey Field
- Olympic Green Archery Field
- Wukesong Baseball Field
- Chaoyang Park Beach Volleyball Ground
- Laoshan Bicycle Moto Cross (BMX) Venue
- Triathlon Venue
- Urban Road Cycling Course

### Simboli

#### Torcia

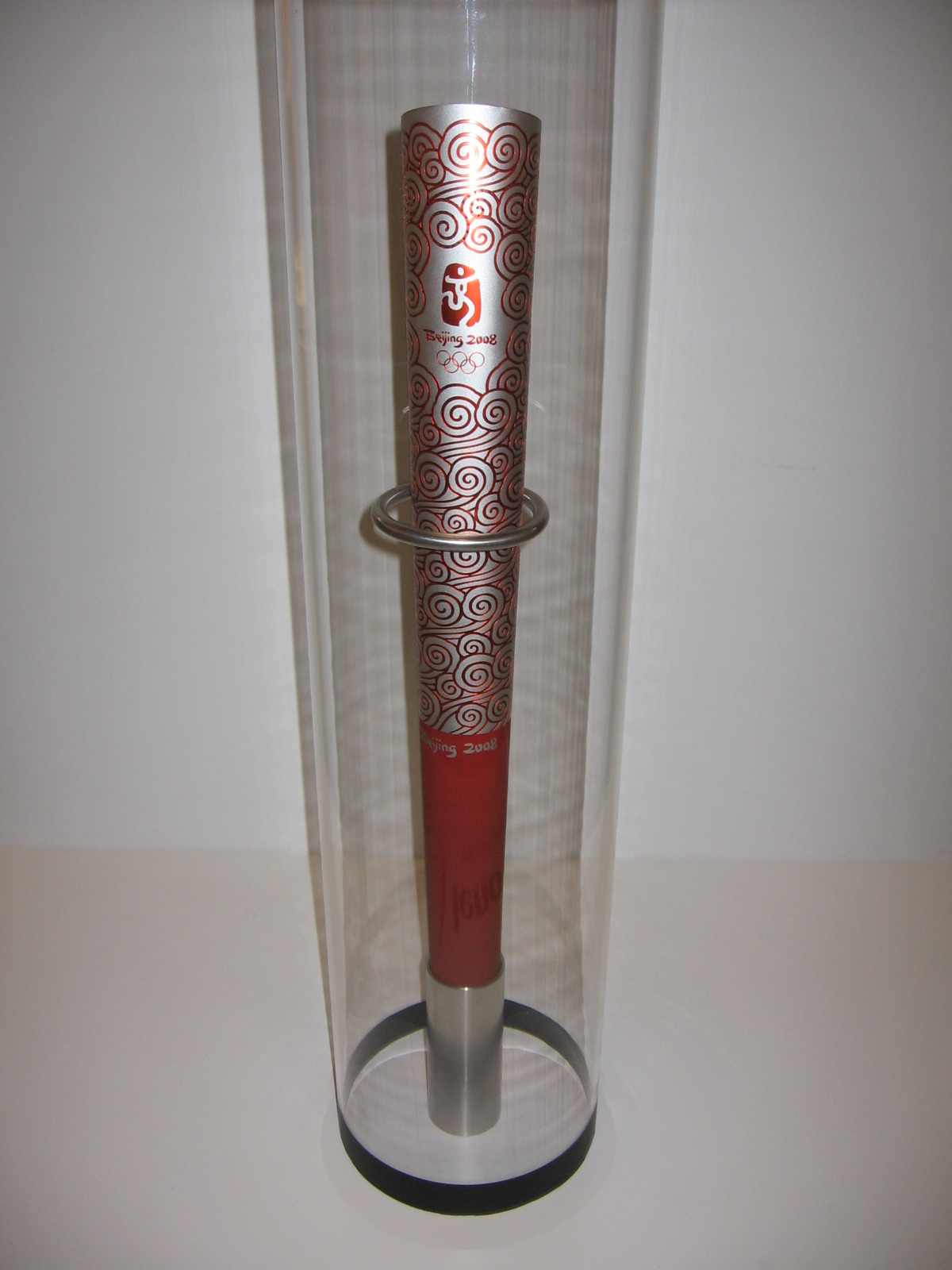
La torcia ufficiale dei giochi 2008

Il design della Torcia Olimpica del 2008 era basato su pergamene tradizionali e utilizzava un disegno tradizionale cinese noto come "Nuvole propizie" (祥云). La torcia è stata progettata per rimanere accesa con venti a 65 km/h e con pioggia fino a 50 mm all'ora.
La staffetta, con il tema "Viaggio dell'Armonia", è stata accolta da proteste e manifestazioni da parte dei sostenitori pro-Tibet durante tutto il suo viaggio. Durò 130 giorni e portò la torcia per 137000 km (85 000 mi), la distanza più lunga di qualsiasi staffetta della torcia olimpica da quando la tradizione iniziò ai Giochi di Berlino del 1936.

#### Il percorso

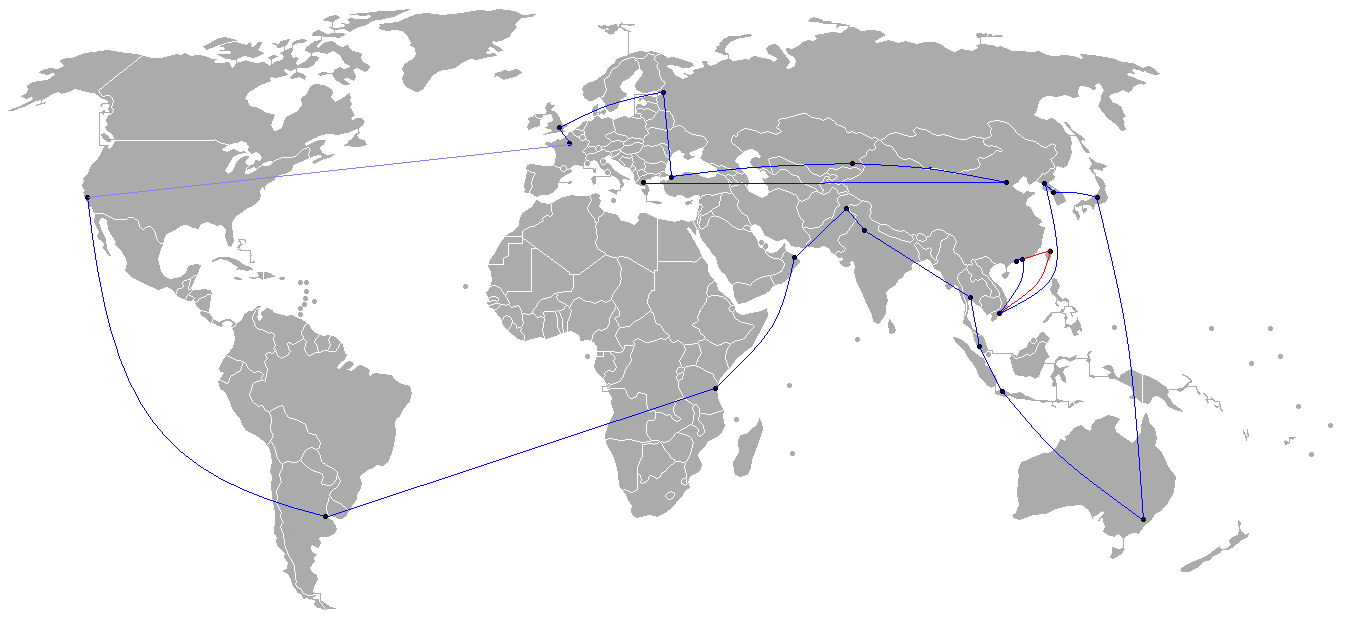
Percorso della Torcia olimpica. Il percorso annullato a Taipei sull'isola di Taiwan, è mostrato in rosso

Com'è tradizione la torcia è stata accesa dai raggi del sole ad Olimpia e ha girato il mondo per arrivare a Pechino il giorno della cerimonia d'apertura. A causa dei rapporti tesi che la Cina mantiene con molti Paesi la pianificazione del viaggio si è rivelata piuttosto difficoltosa.
Ad esempio il transito della fiaccola sull'isola di Taiwan, è stato annullato.
Un altro tema caldo è la questione tibetana: gli organizzatori hanno previsto la scalata dell'Everest, ma desideravano anche evitare il più possibile manifestazioni pro-Tibet. A questo scopo la Cina ha stabilito regole più severe per l'accesso al versante tibetano della montagna più alta del mondo: controlli più accurati per gli scalatori stranieri, con limitazione a numeri di alpinisti della stessa nazione, controlli dei documenti due mesi e mezzo prima, divieto di sostituzioni all'ultimo minuto.
Nonostante i vari problemi che ci sono stati, l'8 maggio degli scalatori cinesi hanno portato la fiaccola in cima al Monte Everest.

#### Emblema
Il logo ufficiale delle Olimpiadi è 舞动的北京 (Pechino Danzante) ed è l'ideogramma stilizzato del carattere 京 (jing) che significa "capitale" in cinese nella forma di un uomo danzante. Lo slogan è One World, One Dream (同一個世界 同一個夢想T, 同一个世界 同一个梦想S, Tóng Yíge Shìjiè Tóng Yíge MèngxiǎngP).

#### Trasporti

Una mappa delle sedi Olimpiche di Pechino. Più superstrade circondano il centro dellà città, provvedendo al trasporto rapido in tutta la città e tra le sedi

In preparazione per i Giochi Olimpici di Pechino, la metropolitana di Pechino ha subito una notevole espansione. Il sistema metropolitano precedente comprendeva quattro linee e 64 stazioni. Ulteriori 7 linee e più di 80 nuove stazioni sono state costruite, tra cui anche un collegamento diretto all'Aeroporto internazionale di Pechino. Nell'aeroporto stesso, undici treni senza pilota, che possono portare un massimo di 83 passeggeri, hanno accelerato il movimento della metropolitana. Inoltre la copertura della telefonia cellulare è stata amplificata in modo tale che i telefonini possano essere usati anche nelle stazioni sotterranee. In più, la BOCOG, nel gennaio 2007 ha dichiarato che in ogni vagone saranno presenti degli schermi televisivi per poter vedere le ultime novità e gli eventi dei Giochi. Questi treni sono stati azionati il 30 giugno 2008, un mese prima l'inizio dei Giochi Olimpici. Il 1º agosto 2008 la Stazione Ferroviaria sud di Pechino è stata riaperta dopo due anni di lavori. La Pechino-Tianjin Intercity Rail, lunga 120 km, che collega Pechino, Tianjin e le altre città dove vengono svolti i Giochi, è stata programmata per essere la più veloce nel mondo, e arrivare ad una velocità di  350 km/h.
Durante le Olimpiadi, 2500 autobus di grande dimensione e 4500 minibus, gestiti da un totale di 8000 conducenti, porteranno le persone nelle varie sedi dove vengono svolti i Giochi Olimpici. Gli atleti, gli ospiti Olimpici e i media si sposteranno con una flotta di 5000 veicoli Volkswagen a "bassa emissione e a basso consumo".

#### Mascotte
Le mascotte sono cinque Fuwa, bambole della fortuna cinesi (opera di Han Meilin), ognuna caratterizzata da uno dei cinque colori dei cerchi olimpici ed è associata a un elemento e a un animale della cultura cinese. Le prime sillabe dei loro nomi lette di seguito formano la frase Běijīng huānyíng nǐ che in cinese mandarino significa "Pechino vi dà il benvenuto".
- Bèibei (貝貝) rappresenta l'anello olimpico di colore blu e l'elemento del mare. Nell'attuale elemento del Fengshui, Bèibei rappresenta l'acqua. Si comporta come un leader, ma in realtà la sua personalità è molto gentile. Bèibei rappresenta la prosperità ed è la mascotte ufficiale per gli sport acquatici. Inoltre Bèibei è una pittura che rappresenta il pesce e il loto, usata per il tradizionale nuovo anno Cinese. Nella cultura tradizionale cinese, il pesce rappresenta la prosperità; l'ideogramma per la parola pesce (魚) si pronuncia come quello per la parola abbondanza (餘 / 余). Esiste un'allegoria tradizionale per indicare l'inseguimento e l'avveramento dei propri sogni chiamata. Il disegno del copricapo di Beibei, viene da artefatti ritrovati a Banpo, sito archeologico di un villaggio neolitico della cultura Yangshao.
- Jīngjing (晶晶) rappresenta l'anello olimpico di colore nero e l'elemento della foresta. Per l'attuale elemento del Fengshui, Jīngjing rappresenta il legno. Jīngjing sarebbe un Panda gigante, specie in via d'estinzione in Cina e la sua personalità è onesta e ottimista e, inoltre, augura felicità. È la mascotte ufficiale per gli sport come il Judo e il Sollevamento pesi. Il panda è sia un simbolo nazionale cinese, che espressione del movimento ambientalista mondiale.
- Huānhuan (歡歡) è un disegno del fuoco delle grotte Mogao e perciò come elemento rappresenta il fuoco. Anche per l'attuale elemento del Fengshui, Huānhuan rappresenta il fuoco. Huānhuan è stato ideato per rappresentare anche la Torcia olimpica. La sua personalità è estroversa ed entusiasta e augura passione. Huānhuan è la mascotte ufficiale per gli sport in cui si usa la palla. Huānhuan rappresenta la passione per lo sport, lo spirito olimpico del più veloce, più in alto, più forte, e la passione dei Giochi olimpici di Pechino. Il copricapo della mascotte deriva dal disegno di un fuoco nelle Grotte Mogao, le più famose grotte buddiste cinesi.
- Yíngying (迎迎) è un'antilope tibetana, sempre in via d'estinzione, ed è anche il costume etnico Tibetano e Xinjiang e rappresenta l'anello giallo dei cinque anelli olimpici. Come elemento, anche del Fengshui, Yíngying rappresenta il cuore ed è anche la mascotte ufficiale dell'atletica leggera. La personalità di Yíngying è vivace e indipendente e augura la salute a tutti gli atleti. L'antilope cinese è, come il panda, una specie in via d'estinzione; nativa dell'altopiano del Tibet è conosciuta per la sua velocità. Il copricapo di Yingying racchiude il disegno tipico dei costumi tibetani. La selezione di un animale tibetano come simbolo di un'olimpiade cinese è stata oggetto di discussioni e controversie, essendo il Tibet attualmente occupato militarmente dal governo di Pechino.
- Nīni (妮妮), oltre ad essere una rondine, rappresenta anche gli aquiloni di shayan di Pechino. L'anello olimpico che rappresenta è quello verde, ma come elemento, Nīni rappresenta il cielo. Nel Fengshui, Nīni è il metallo. Augura sempre la buona fortuna, non solo agli atleti, ma a tutto il popolo mondiale. Inoltre Nīni è la mascotte per la ginnastica. La rondine nella cultura cinese è messaggera di primavera e di felicità. L'ideogramma cinese per rondine (燕) è utilizzato anche nell'antico nome di Pechino, Yanjing (燕京). Il copricapo di Nini è un riferimento ai coloratissimi aquiloni cinesi.

Bèibei
Jīngjing
Huānhuan
Yíngying
Nīni

### Controversie
Numerose critiche e proteste sono arrivate dai Paesi occidentali riguardo alla politica attuata dal governo cinese in campo nazionale e internazionale. I Paesi occidentali, infatti, hanno portato avanti, prima, durante e dopo i Giochi, una forma di comunicazione olimpica che aveva principalmente scopi etici e che voleva portare alla luce il "vero volto" del Governo cinese, ovvero quello di un "governo dittatore e oppressore dei diritti umani e religiosi".
Ad esempio, durante la sua candidatura per la presidenza francese François Bayrou ha messo nel suo programma un boicottaggio a Pechino 2008 per il suo ruolo nella crisi sudanese.
Sulle pagine di Metro l'ex-atleta e politico italiano Pietro Mennea ha proposto a sua volta di disertare i Giochi per il "mancato rispetto dei diritti umani". Il principe Carlo del Galles ha dichiarato forfait alla cerimonia d'apertura per solidarietà al Tibet. Sul versante opposto, invece, un contro-movimento attivato da studenti cinesi ha effettuato un tipo di comunicazione olimpica del tutto diversa, contestando l'immagine della Cina diffusa dai media occidentali e segnalando diverse falsificazioni sul sito.
Inoltre, il 13 febbraio 2008, il regista statunitense Steven Spielberg ha abbandonato l'incarico di consulente artistico per l'apertura e la chiusura dei giochi olimpici. La motivazione che ha addotto a tale rifiuto risiede nella tragica situazione che vive il Darfur e il rapporto che la Cina ha con il governo di Khartum. Pechino è il maggiore investitore in Sudan nell'industria petrolifera e viene accusata di violare i diritti umani vendendo armi al Sudan e ad altri paesi del continente africano, rivelandosi così responsabile dei continui spargimenti di sangue.
Un altro problema, come già citato in precedenza, è quello dell'alto tasso d'inquinamento che attanaglia la città, tanto da aver ventilato in passato l'ipotesi di far svolgere altrove le gare su lunga distanza, come maratone, triathlon e ciclismo. Il primatista mondiale della maratona Haile Gebrselassie rinunciò a partecipare a questa gara proprio per timore dell'inquinamento.
Più di recente (giugno e luglio 2008) il clima particolarmente caldo che ha investito Pechino e la regione circostante ha creato ulteriori preoccupazioni sul regolare svolgimento di alcune gare. In particolare ci sono stati timori per la formazione di possibili tempeste di sabbia che potevano colpire la capitale e per un'invasione di cavallette che nel luglio 2008 danneggiò la campagna 300 km a nord ovest di Pechino. Un'infestazione di alghe ha colpito in luglio i bacini destinati alle gare di canottaggio, richiedendo un consistente intervento di manodopera per ripulire gli specchi d'acqua prima dell'inizio delle gare.
Per quanto riguarda le gare di nuoto, ha creato molti disagi il fatto che, per ragioni legate alla prima serata sui canali televisivi americani (NBC su tutte, che deteneva i diritti dell'evento per gli USA) e quindi ai vari sponsor che su tali canali e in quella fascia oraria hanno comprato spazi pubblicitari, le batterie venivano tenute di pomeriggio invece che di mattina mentre le finali erano disputate nella prima parte della giornata. Questo ha creato non pochi problemi a molti atleti, abituati a svolgere le batterie la mattina e le finali il pomeriggio, e ai telespettatori. In Italia, per esempio, le finali di nuoto erano trasmesse intorno alle 4 del mattino, le ore 10 locali.

## I Giochi

### Paesi partecipanti
In elenco, i paesi partecipanti in base all'ordine di apparizione della cerimonia di apertura:
- Grecia (152)
- Guinea (5)
- Guinea-Bissau (3)
- Turchia (68)
- Turkmenistan (10)
- Yemen (5)
- Maldive (4)
- Malta (6)
- Madagascar (4)
- Malaysia (33)
- Mali (12)
- Malawi (4)
- Macedonia (7)
- Isole Marshall (5)
- Isole Cayman (3)
- Bhutan (2)
- Ecuador (25)
- Eritrea (11)
- Giamaica (56)
- Belgio (94)
- Vanuatu (3)
- Israele (43)
- Giappone (351)
- Taipei cinese (80)
- Rep. Centrafricana (3)
- Hong Kong (34)
- Gambia (3)
- Benin (3)
- Mauritius (3)
- Mauritania (2)
- Danimarca (83)
- Uganda (11)
- Ucraina (254)
- Uruguay (12)
- Uzbekistan (58)
- Barbados (8)
- Papua Nuova Guinea (7)
- Brasile (277)
- Paraguay (5)
- Bahrein (11)
- Bahamas (19)
- Panama (3)
- Pakistan (21)
- Palestina (4)
- Cuba (149)
- Burkina Faso (6)
- Burundi (3)
- Timor Est (2)
- Qatar (22)
- Ruanda (4)
- Lussemburgo (12)
- Ciad (2)
- Bielorussia (208)
- India (57)
- Indonesia (24)
- Lituania (69)
- Niger (5)
- Nigeria (33)
- Nicaragua (6)
- Nepal (7)
- Ghana (9)
- Canada (332)
- Gabon (4)
- San Marino (4)
- Saint Vincent e Grenadine (2)
- Saint Lucia (4)
- São Tomé e Príncipe (3)
- Saint Kitts e Nevis (4)
- Guyana (4)
- Gibuti (4)
- Kirghizistan (21)
- Laos (4)
- Armenia (25)
- Spagna (287)
- Bermuda (6)
- Liechtenstein (2)
- Rep. del Congo (3)
- RD del Congo (2)
- Iraq (4)
- Iran (55)
- Guam (12)
- Ungheria (171)
- Rep. Dominicana (23)
- Dominica (2)
- Togo (1)
- Islanda (26)
- Guam (5)
- Angola (26)
- Antigua e Barbuda (5)
- Andorra (5)
- Tonga (3)
- Giordania (7)
- Guinea Equatoriale (3)
- Finlandia (55)
- Croazia (106)
- Sudan (9)
- Suriname (4)
- Libia (7)
- Liberia (3)
- Belize (3)
- Capo Verde (3)
- Isole Cook (4)
- Arabia Saudita (16)
- Algeria (8)
- Albania (11)
- Emirati Arabi Uniti (5)
- Argentina (138)
- Oman (4)
- Aruba (2)
- Afghanistan (4)
- Azerbaigian (39)
- Namibia (9)
- Tanzania (9)
- Lettonia (49)
- Gran Bretagna (312)
- Isole Vergini Britanniche (2)
- Kenya (56)
- Romania (102)
- Palau (4)
- Tuvalu (3)
- Venezuela (109)
- Isole Salomone (3)
- Francia (323)
- Polonia (268)
- Porto Rico (22)
- Bosnia ed Erzegovina (5)
- Bangladesh (5)
- Bolivia (6)
- Norvegia (85)
- Sudafrica (136)
- Cambogia (6)
- Kazakistan (132)
- Kuwait (6)
- Costa d'Avorio (22)
- Comore (3)
- Bulgaria (72)
- Russia (467)
- Siria (7)
- Stati Uniti (595)
- Isole Vergini Americane (5)
- Samoa Americane (4)
- Honduras (25)
- Zimbabwe (13)
- Tunisia (32)
- Thailandia (25)
- Egitto (103)
- Etiopia (36)
- Lesotho (4)
- Mozambico (6)
- Paesi Bassi (245)
- Antille Olandesi (3)
- Grenada (9)
- Georgia (35)
- Somalia (2)
- Colombia (64)
- Costa Rica (6)
- Trinidad e Tobago (28)
- Perù (12)
- Irlanda (54)
- Estonia (47)
- Haiti (1)
- Rep. Ceca (130)
- Kiribati (3)
- Filippine (15)
- El Salvador (11)
- Samoa (6)
- Micronesia (5)
- Tagikistan (13)
- Vietnam (21)
- Botswana (2)
- Sri Lanka (8)
- Swaziland (4)
- Slovenia (62)
- Slovacchia (57)
- Portogallo (78)
- Corea del Sud (267)
- Figi (6)
- Camerun (3)
- Montenegro (17)
- Corea del Nord (63)
- Cile (27)
- Austria (72)
- Birmania (6)
- Svizzera (84)
- Svezia (97)
- Nauru (1)
- Mongolia (29)
- Singapore (25)
- Nuova Zelanda (182)
- Italia (344)
- Senegal (8)
- Serbia (92)
- Seychelles (8)
- Sierra Leone (2)
- Cipro (17)
- Messico (85)
- Libano (5)
- Germania (439)
- Moldavia (31)
- Monaco (2)
- Marocco (49)
- Australia (433)
- Zambia (7)
- Cina (639)

In parentesi i numeri di atleti per delegazione.
Gli atleti del Sultanato del Brunei non hanno partecipato causa la mancata iscrizione ai giochi.

### Discipline
Le discipline di Pechino 2008 sono quasi del tutto identiche a quelle di Atene 2004. Gli sport previsti erano 28 (alcuni, come l'atletica leggera, gli sport acquatici, la ginnastica e il ciclismo, suddivisi in più discipline) e si sono disputati in 302 eventi. Per la prima volta era presente la nuova disciplina ciclistica della BMX e le donne hanno gareggiato nei 3000 siepi. Inoltre la maratona di nuoto per uomini e donne, 10 km, è stata aggiunta alle discipline di nuoto. 2 anni e un giorno prima dell'inizio dei giochi olimpici, il comitato olimpico di Pechino ha rilasciato i pittogrammi di 35 discipline (sia per le discipline dell'atletica che per quelle del ciclismo ha rilasciato un unico pittogramma) in modo che ogni nazione potesse riconoscerli.
| Disciplina       | Disciplina           | Maschile | Femminile | Misti | Totali |
| ---------------- | -------------------- | -------- | --------- | ----- | ------ |
| Atletica leggera | Atletica leggera     | 24       | 23        |       | 47     |
| Badminton        | Badminton            | 2        | 2         | 1     | 5      |
| Baseball         | Baseball             | 1        |           |       | 1      |
| Calcio           | Calcio               | 1        | 1         |       | 2      |
| Canoa/kayak      | Canoa velocità       | 9        | 3         |       | 12     |
| Canoa/kayak      | Canoa slalom         | 3        | 1         |       | 4      |
| Canoa/kayak      | Totale               | 12       | 4         |       | 16     |
| Canottaggio      | Canottaggio          | 8        | 6         |       | 14     |
| Ciclismo         | BMX                  | 1        | 1         |       | 2      |
| Ciclismo         | Ciclismo su pista    | 7        | 3         |       | 10     |
| Ciclismo         | Ciclismo su strada   | 2        | 2         |       | 4      |
| Ciclismo         | Mountain biking      | 1        | 1         |       | 2      |
| Ciclismo         | Totale               | 11       | 7         |       | 18     |
| Equitazione      | Concorso completo    |          |           | 2     | 2      |
| Equitazione      | Dressage             |          |           | 2     | 2      |
| Equitazione      | Salto ostacoli       |          |           | 2     | 2      |
| Equitazione      | Totale               |          |           | 6     | 6      |
| Ginnastica       | Ginnastica artistica | 8        | 6         |       | 14     |
| Ginnastica       | Ginnastica ritmica   |          | 2         |       | 2      |
| Ginnastica       | Trampolino elastico  | 1        | 1         |       | 2      |
| Ginnastica       | Totale               | 9        | 9         |       | 18     |
| Hockey su prato  | Hockey su prato      | 1        | 1         |       | 2      |
| Judo             | Judo                 | 7        | 7         |       | 14     |
| Lotta            | Lotta libera         | 7        | 4         |       | 11     |
| Lotta            | Lotta greco-romana   | 7        |           |       | 7      |
| Lotta            | Totale               | 14       | 4         |       | 18     |

| Disciplina         | Disciplina                | Maschile | Femminile | Misti | Totali |
| ------------------ | ------------------------- | -------- | --------- | ----- | ------ |
| Sport acquatici    | Nuoto                     | 16       | 16        |       | 32     |
| Sport acquatici    | Nuoto di fondo (dettagli) | 1        | 1         |       | 2      |
| Sport acquatici    | Nuoto sincronizzato       |          | 2         |       | 2      |
| Sport acquatici    | Pallanuoto                | 1        | 1         |       | 2      |
| Sport acquatici    | Tuffi                     | 4        | 4         |       | 8      |
| Sport acquatici    | Totale                    | 22       | 24        |       | 46     |
| Pallacanestro      | Pallacanestro             | 1        | 1         |       | 2      |
| Pallamano          | Pallamano                 | 1        | 1         |       | 2      |
| Pallavolo          | Beach volley              | 1        | 1         |       | 2      |
| Pallavolo          | Pallavolo                 | 1        | 1         |       | 2      |
| Pallavolo          | Totale                    | 2        | 2         |       | 4      |
| Pentathlon moderno | Pentathlon moderno        | 1        | 1         |       | 2      |
| Pugilato           | Pugilato                  | 11       |           |       | 11     |
| Scherma            | Scherma                   | 5        | 5         |       | 10     |
| Softball           | Softball                  |          | 1         |       | 1      |
| Sollevamento pesi  | Sollevamento pesi         | 8        | 7         |       | 15     |
| Taekwondo          | Taekwondo                 | 4        | 4         |       | 8      |
| Tennis             | Tennis                    | 2        | 2         |       | 4      |
| Tennis tavolo      | Tennis tavolo             | 2        | 2         |       | 4      |
| Tiro               | Tiro                      | 9        | 6         |       | 15     |
| Tiro con l'arco    | Tiro con l'arco           | 2        | 2         |       | 4      |
| Triathlon          | Triathlon                 | 1        | 1         |       | 2      |
| Vela               | Vela                      | 4        | 4         | 3     | 11     |
| Totale (28 sport)  | Totale (28 sport)         | 165      | 127       | 10    | 302    |

C'era anche una competizione per il wushu moderno che è stata ospitata insieme ai giochi, ma non era un evento ufficiale. Era chiamato il "Torneo de Wushu de Pechino." È stato ospitato dal il comitato olimpico di Pechino e la International Wushu Federation (IWUF).

### Calendario degli eventi
La tabella sottostante riporta il calendario delle competizioni: in blu sono segnalati i giorni di gara e in giallo quelli in cui si assegnano medaglie (il numero indica le finali giornaliere), oltre che i giorni delle cerimonie di apertura e chiusura della manifestazione.
| ● | Cerimonia di apertura |  | Competizioni |  | Finali | G | Galà della ginnastica | ● | Cerimonia di chiusura |

| Agosto 2008        | Agosto 2008         | Mer | Gio | Ven | Sab | Dom | Lun | Mar | Mer | Gio | Ven | Sab | Dom | Lun | Mar | Mer | Gio | Ven | Sab | Dom | Totale | Totale |
| Agosto 2008        | Agosto 2008         | 6   | 7   | 8   | 9   | 10  | 11  | 12  | 13  | 14  | 15  | 16  | 17  | 18  | 19  | 20  | 21  | 22  | 23  | 24  | Totale | Totale |
| ------------------ | ------------------- | --- | --- | --- | --- | --- | --- | --- | --- | --- | --- | --- | --- | --- | --- | --- | --- | --- | --- | --- | ------ | ------ |
| Cerimonie          | Cerimonie           |     |     | ●   |     |     |     |     |     |     |     |     |     |     |     |     |     |     |     | ●   |        |        |
| Atletica leggera   | Atletica leggera    |     |     |     |     |     |     |     |     |     | 2   | 4   | 6   | 6   | 5   | 3   | 6   | 7   | 7   | 1   | 47     |        |
| Badminton          | Badminton           |     |     |     |     |     |     |     |     |     | 1   | 2   | 2   |     |     |     |     |     |     |     | 5      |        |
| Baseball           | Baseball            |     |     |     |     |     |     |     |     |     |     |     |     |     |     |     |     |     | 1   |     | 1      |        |
| Calcio             | Calcio              |     |     |     |     |     |     |     |     |     |     |     |     |     |     |     | 1   |     | 1   |     | 2      |        |
| Canoa/kayak        | Velocità            |     |     |     |     |     |     |     |     |     |     |     |     |     |     |     |     | 6   | 6   |     | 12     |        |
| Canoa/kayak        | Slalom              |     |     |     |     |     |     | 2   |     | 2   |     |     |     |     |     |     |     |     |     |     | 4      |        |
| Canottaggio        | Canottaggio         |     |     |     |     |     |     |     |     |     |     | 7   | 7   |     |     |     |     |     |     |     | 14     |        |
| Ciclismo           |                     |     |     |     |     |     |     |     |     |     |     |     |     |     |     |     |     |     |     |     |        |        |
| BMX                |                     |     |     |     |     |     |     |     |     |     |     |     |     |     |     | 2   |     |     |     | 2   |        |        |
| Ciclismo su strada |                     |     |     | 1   | 1   |     |     | 2   |     |     |     |     |     |     |     |     |     |     |     | 4   |        |        |
| Ciclismo su pista  |                     |     |     |     |     |     |     |     |     | 1   | 3   | 1   | 2   | 3   |     |     |     |     |     | 10  |        |        |
| Mountain bike      |                     |     |     |     |     |     |     |     |     |     |     |     |     |     |     |     | 1   | 1   |     | 2   |        |        |
| Equitazione        | Equitazione         |     |     |     |     |     |     | 2   |     | 1   |     |     |     | 1   | 1   |     | 1   |     |     |     | 6      |        |
| Ginnastica         | Artistica           |     |     |     |     |     |     | 1   | 1   | 1   | 1   |     | 4   | 3   | 3   |     |     |     |     |     | 14     |        |
| Ginnastica         | Ritmica             |     |     |     |     |     |     |     |     |     |     |     |     |     |     |     |     |     | 1   | 1   | 2      |        |
| Ginnastica         | Trampolino          |     |     |     |     |     |     |     |     |     |     |     |     | 1   | 1   |     |     |     |     |     | 2      |        |
| Hockey su prato    | Hockey su prato     |     |     |     |     |     |     |     |     |     |     |     |     |     |     |     |     | 1   | 1   |     | 2      |        |
| Judo               | Judo                |     |     |     | 2   | 2   | 2   | 2   | 2   | 2   | 2   |     |     |     |     |     |     |     |     |     | 14     |        |
| Lotta              | Lotta               |     |     |     |     |     |     | 2   | 2   | 3   |     | 2   | 2   |     | 2   | 2   | 3   |     |     |     | 18     |        |
| Pallacanestro      | Pallacanestro       |     |     |     |     |     |     |     |     |     |     |     |     |     |     |     |     |     | 1   | 1   | 2      |        |
| Pallamano          | Pallamano           |     |     |     |     |     |     |     |     |     |     |     |     |     |     |     |     |     | 1   | 1   | 2      |        |
| Pallavolo          |                     |     |     |     |     |     |     |     |     |     |     |     |     |     |     |     |     |     |     |     |        |        |
| Beach volley       |                     |     |     |     |     |     |     |     |     |     |     |     |     |     |     | 1   | 1   |     |     | 2   |        |        |
| Pallavolo          |                     |     |     |     |     |     |     |     |     |     |     |     |     |     |     |     |     | 1   | 1   | 2   |        |        |
| Pentathlon moderno | Pentathlon moderno  |     |     |     |     |     |     |     |     |     |     |     |     |     |     |     | 1   | 1   |     |     | 2      |        |
| Pugilato           | Pugilato            |     |     |     |     |     |     |     |     |     |     |     |     |     |     |     |     |     | 5   | 6   | 11     |        |
| Scherma            | Scherma             |     |     |     | 1   | 1   | 1   | 1   | 2   | 1   | 1   | 1   | 1   |     |     |     |     |     |     |     | 10     |        |
| Softball           | Softball            |     |     |     |     |     |     |     |     |     |     |     |     |     |     |     | 1   |     |     |     | 1      |        |
| Sollevamento pesi  | Sollevamento pesi   |     |     |     | 1   | 2   | 2   | 2   | 2   |     | 2   | 1   | 1   | 1   | 1   |     |     |     |     |     | 15     |        |
| Sport acquatici    | Nuoto               |     |     |     |     | 4   | 4   | 4   | 4   | 4   | 4   | 4   | 4   |     |     | 1   | 1   |     |     |     | 34     |        |
| Sport acquatici    | Nuoto sincronizzato |     |     |     |     |     |     |     |     |     |     |     |     |     |     | 1   |     |     | 1   |     | 2      |        |
| Sport acquatici    | Pallanuoto          |     |     |     |     |     |     |     |     |     |     |     |     |     |     |     | 1   |     |     | 1   | 2      |        |
| Sport acquatici    | Tuffi               |     |     |     |     | 1   | 1   | 1   | 1   |     |     |     | 1   |     | 1   |     | 1   |     | 1   |     | 8      |        |
| Taekwondo          | Taekwondo           |     |     |     |     |     |     |     |     |     |     |     |     |     |     | 2   | 2   | 2   | 2   |     | 8      |        |
| Tennistavolo       | Tennistavolo        |     |     |     |     |     |     |     |     |     |     |     | 1   | 1   |     |     |     | 1   | 1   |     | 4      |        |
| Tennis             | Tennis              |     |     |     |     |     |     |     |     |     |     | 2   | 2   |     |     |     |     |     |     |     | 4      |        |
| Tiro               | Tiro                |     |     |     | 2   | 2   | 2   | 2   | 1   | 2   | 1   | 2   | 1   |     |     |     |     |     |     |     | 15     |        |
| Tiro con l'arco    | Tiro con l'arco     |     |     |     |     | 1   | 1   |     |     | 1   | 1   |     |     |     |     |     |     |     |     |     | 4      |        |
| Triathlon          | Triathlon           |     |     |     |     |     |     |     |     |     |     |     |     | 1   | 1   |     |     |     |     |     | 2      |        |
| Vela               | Vela                |     |     |     |     |     |     |     |     |     |     | 2   | 1   | 2   | 2   | 2   | 2   |     |     |     | 11     |        |
| Medaglie           | Medaglie            |     |     |     | 7   | 14  | 13  | 19  | 17  | 17  | 16  | 30  | 34  | 18  | 20  | 11  | 23  | 20  | 31  | 12  | 302    |        |
| Agosto 2008        | Agosto 2008         | Mer | Gio | Ven | Sab | Dom | Lun | Mar | Mer | Gio | Ven | Sab | Dom | Lun | Mar | Mer | Gio | Ven | Sab | Dom | Totale | Totale |
| Agosto 2008        | Agosto 2008         | 6   | 7   | 8   | 9   | 10  | 11  | 12  | 13  | 14  | 15  | 16  | 17  | 18  | 19  | 20  | 21  | 22  | 23  | 24  | Totale | Totale |

### Cerimonia di apertura
La cerimonia di apertura della XXIX Olimpiade, si è tenuta presso lo Stadio nazionale di Pechino. Si è svolta l'8 agosto 2008 (in numeri 08/08/08) a partire dalle ore 20:08 del fuso orario cinese (scelta non casuale in quanto, oltre che alla somiglianza con l'anno 2008, derivante dalla credenza di molti cinesi secondo i quali il numero otto è un numero fortunato). La cerimonia è stata co-diretta dal regista cinese Zhang Yimou e dal coreografo cinese Zhang Jingang e si è avvalsa del contributo pittorico e poetico di Chen Danqing. La cerimonia, con un cast di oltre 15 000 persone, è stata successivamente premiata per "la miglior cerimonia di apertura delle Olimpiadi mai prodotta".
Le culture e le antiche arti cinesi hanno caratterizzato la cerimonia. Inizialmente 2008 cinesi hanno fatto il conto alla rovescia battendo dei luminosi tamburi "Fou". Successivamente un gigante rotolo di carta, che grazie a degli effetti speciali sulla sua superficie riproduceva moltissimi paesaggi tipici della Cina. La canzone ufficiale delle olimpiadi 2008 è stata cantata dalla britannica Sarah Brightman e dal cinese Liu Huan su un gigantesco globo di carta di riso, ed è stata intitolata You and Me.
Un ex ginnasta cinese, Li Ning, ha invece acceso la fiamma olimpica volando sull'ultimo anello dello stadio olimpico.
L'entrata degli atleti partecipanti, come tradizione, è avvenuta in base alla lingua del paese ospitante, in questo caso a seconda dell'ordine dei caratteri cinesi, cioè in base al numero di tratti richiesti per scrivere un carattere, con la precedenza agli stati il cui primo carattere richiede meno tratti; in tal modo la Guinea è entrata all'inizio, in quanto il primo carattere del suo nome cinese, Ji, richiede solo due tratti, l'Australia invece è entrata quasi per ultima, perché in cinese (澳大利亚) il carattere Ao si scrive con quindici tratti. Come di consuetudine la Grecia è entrata per prima, mentre la Cina, in quanto nazione ospitante, è entrata per ultima.

### Cerimonia di chiusura
La cerimonia di chiusura delle Olimpiadi 2008, avvenuta il 24 agosto 2008, ha avuto inizio alle ore 20:00 (ora di Pechino) al Bird's Nest, lo stadio olimpico di Pechino. Dopo un conto alla rovescia di 29 secondi (come il numero delle Olimpiadi), scandito con fuochi d'artificio (figurati da numeri latini e non cinesi), si è assistito allo spettacolo allestito dalle migliaia di comparse dirette dal regista cinese Zhang Yimou. In seguito, c'è stata l'entrata delle bandiere e degli atleti nello stadio, avvenuta seguendo l'ordine dei caratteri cinesi. Il portabandiera per l'Italia era il pugile marcianisano Clemente Russo (argento dopo la finale persa con il russo Rachim Čakchiev). Si è quindi assistito ai discorsi del Segretario del Comitato olimpico di Pechino Liu Qi e del Presidente del CIO Jacques Rogge. Dopodiché è avvenuta la premiazione della gara della maratona, vinta dal keniota Samuel Wanjiru (primo oro per il Kenya nella maratona alle Olimpiadi).
C'è stato, poi, il simbolico passaggio di consegne tra Pechino e Londra (la successiva città organizzatrice dei Giochi) con lo scambio della bandiera olimpica tra il sindaco cinese Guo Jinlong e quello britannico Boris Johnson. Si è assistito anche ad un piccolo spettacolo organizzato dal comitato britannico organizzatore Giochi olimpici (LOCOG), con la partecipazione del calciatore del Los Angeles Galaxy David Beckham, l'arrivo di un classico bus a 2 piani rosso e con il duetto tra Leona Lewis e il chitarrista dei Led Zeppelin Jimmy Page, esibitisi nella canzone Whole Lotta Love (Led Zeppelin 1969). Dopo lo spegnimento del braciere olimpico, la cerimonia si è conclusa con una serie di esibizioni canore, inclusi il duetto Ài de Huǒyàn (The Flame of Love) (composto da Bian Liunian e Klaus Badelt), cantato da Plácido Domingo e Song Zuying, il brano corale Please Stay, Guests from Afar (interpretato da 56 cantanti rappresentanti delle altrettante etnie cinesi) e Pechinese Baby, suonata da Bad Mofo & The Sporticians, seguite da uno spettacolo pirotecnico, terminando alle ore 21:55.

## Medagliere
Queste sono le prime 10 posizioni del medagliere:
  Nazione ospitante 
| Pos. | Paese         | Oro | Argento | Bronzo | Totale |
| ---- | ------------- | --- | ------- | ------ | ------ |
| 1    | Cina          | 51  | 21      | 28     | 100    |
| 2    | Stati Uniti   | 36  | 39      | 37     | 112    |
| 3    | Russia        | 21  | 20      | 29     | 70     |
| 4    | Gran Bretagna | 19  | 13      | 15     | 47     |
| 5    | Germania      | 16  | 10      | 15     | 41     |
| 6    | Australia     | 14  | 15      | 17     | 46     |
| 7    | Corea del Sud | 13  | 10      | 8      | 31     |
| 8    | Giappone      | 9   | 6       | 10     | 25     |
| 9    | Italia        | 8   | 9       | 10     | 27     |
| 10   | Francia       | 7   | 16      | 18     | 41     |

## Curiosità
Nel film 2010 - L'anno del contatto si può notare un poster nella cabina dell'astronave che celebra le Olimpiadi di Pechino, sebbene il film sia uscito 17 anni prima che la città fosse scelta dal comitato olimpico.